# Ian Kershaw
Ian Kershaw (ur. 29 kwietnia 1943 w Oldham) – brytyjski historyk i pisarz, profesor historii współczesnej Uniwersytetu w Sheffield (1990–2008), specjalizujący się w historii III Rzeszy.
Członek British Academy i Royal Historical Society. Autor monumentalnej biografii Adolfa Hitlera oraz kilkunastu książek dotyczących historii XX-wiecznych Niemiec.

## Publikacje (wybór)
- The End: Hitler's Germany 1944–45 (Allen Lane, 2011), ISBN 0-7139-9716-8.

## Publikacje przełożone na język polski
- Hitler. 1889-1936 Hybris, Dom Wydawniczy Rebis, Poznań 2001, ISBN 83-7120-927-4.
- Hitler. 1936-1941 Nemesis, Dom Wydawniczy Rebis, Poznań 2002, ISBN 83-7301-197-8.
- Hitler. 1941-1945 Nemesis, Dom Wydawniczy Rebis, Poznań 2003, ISBN 83-7301-324-5.
- Punkty zwrotne. Decyzje, które zmieniły bieg drugiej wojny światowej, Społeczny Instytut Wydawniczy Znak, Kraków 2009, ISBN 978-83-240-1251-0.
- Hitler, Niemcy i ostateczne rozwiązanie, Dom Wydawniczy Rebis, Poznań 2010, ISBN 978-83-7510-354-0.
- Führer. Walka do ostatniej kropli krwi, Społeczny Instytut Wydawniczy Znak, Kraków 2012, ISBN 978-83-240-2237-3.
- Mit Hitlera[1]
- Walkiria. Historia zamachu na Hitlera[2]
- Do piekła i z powrotem. Europa 1914-1949, Społeczny Instytut Wydawniczy Znak, Kraków 2016
- Rozdarty kontynent. Europa 1950-2017, Społeczny Instytut Wydawniczy Znak, Kraków 2020, ISBN 978-83-240-7799-1.